# Melanozosteria handschini
Melanozosteria handschini es una especie de cucaracha terrestre del género Melanozosteria, tribu Polyzosteriini, subfamilia Polyzosteriinae. Fue descrita científicamente por Princis en 1954.

## Distribución
Se distribuye por Oceanía: Australia.